# 板井文昭
板井 文昭（いたい ぶんしょう、1955年〈昭和30年〉11月15日 - ）は、山陰放送 (BSS) のアナウンサー。

## 来歴
鳥取県米子市出身。鳥取県立米子東高等学校、明治大学政治経済学部経済学科卒業。大学在学時には映画研究会に所属していた。
1979年に大学を卒業した後、1980年に山陰放送に入社。入社後には、主にBSSラジオのパーソナリティとして活動している。

## 人物
旅行好きで、何処ででも眠れることを特技としていた。

## 担当番組

### ラジオ番組
- こんにちはラジオです
- 青春キャンパス（文化放送） - BSSキャンパスリーダー
- 夕焼け演歌
- ラジオでキャッチ（1989年 - 2000年）
- 新鮮生放送 どど〜んと土曜日 新・鮮・組（1989年 - 2006年）
- STUDIO C2 SQUARE（企画ネット番組）
- パパの青春、ママの青春
- ご近所わいど 今日もハレルヤ！（2001年 - 2002年、2008年 - 2016年）
- 青春jukeboxぶんしょう堂（2003年 - 2006年）
- 日曜・隠れ家ぶんしょう堂（2006年 - 2012年）
- 中四国ライブネット（2006年 - 2017年）
- サタナビ!（2012年 - 2013年）
- 土曜亭特盛ぶんしょうDON!（2012年 - 2016年）
- ニチナビ!（2016年）
- あさスタ♪（2016年 - ）
- 週刊 ブンノジ ぶんしょう堂（2016年 - ）
- BSSニュース - 不定期出演

### テレビ番組
- 生たまごBang!（2014年 - 2017年） - 「今夜のあて」ナレーター、常連客 役
- BSSニュース